# Heillecourt
Heillecourt is een gemeente in het Franse departement Meurthe-et-Moselle in de regio Grand Est. De plaats maakt deel uit van het arrondissement Nancy.  Heillecourt telde op 1 januari 2022 5.396 inwoners.

## Geografie
De oppervlakte van Heillecourt bedroeg op 1 januari 2022 3,65 vierkante kilometer; de bevolkingsdichtheid was toen 1.478,4 inwoners per km².

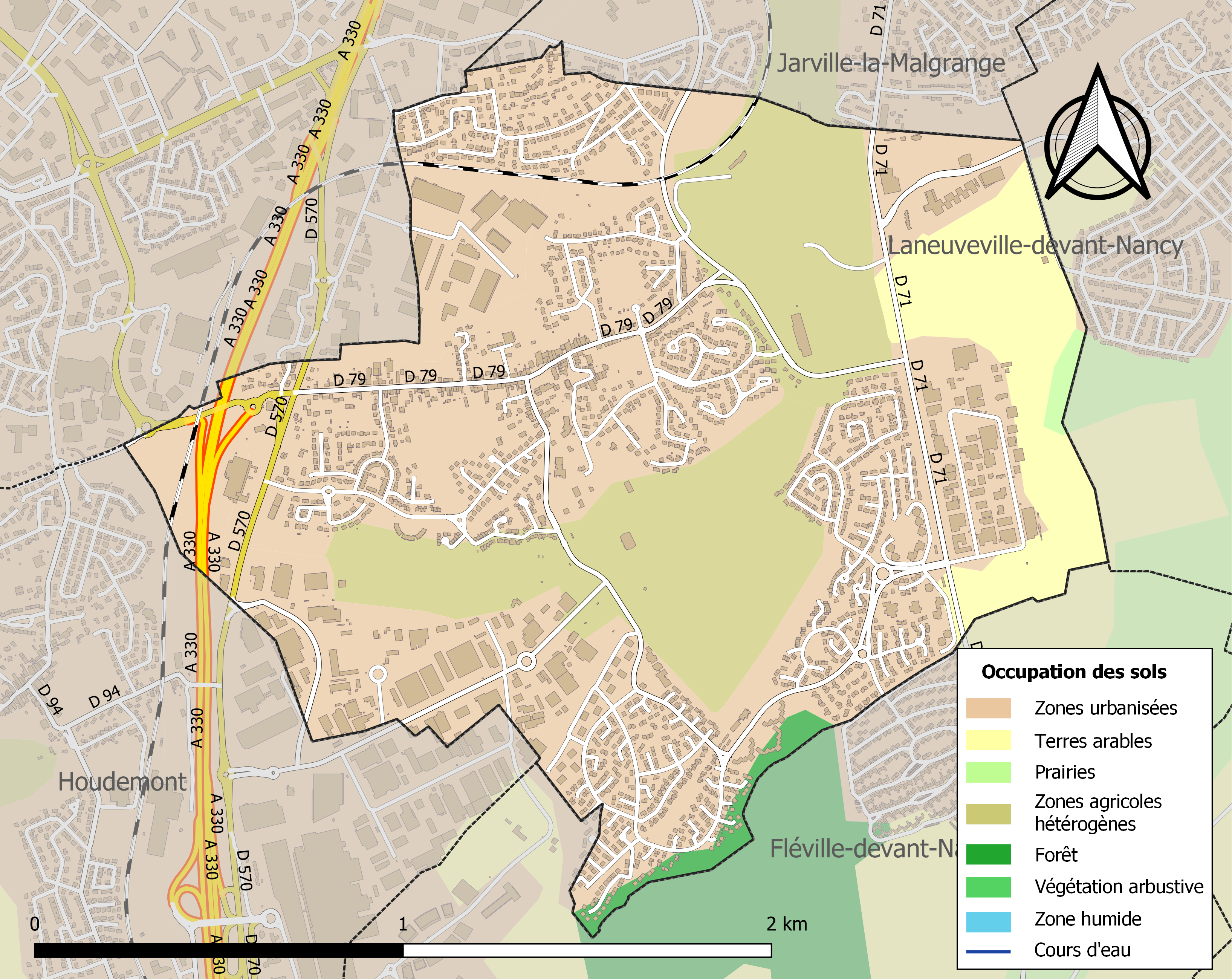
Kaart van de gemeente met de belangrijkste infrastructuur, bodemgebruik en omliggende gemeenten

## Demografie
Onderstaande figuur toont het verloop van het inwonertal (bron: INSEE-tellingen).